# Gameshark
Gameshark är ett registrerat varumärke för en linje fuskkassetter som utvecklats av ett företag vid namn Interact. Numera ägs varumärket av Mad Catz och kan endast användas som lagringsutrymme. De marknadsför produkterna till konsolerna Playstation 2, Playstation Portable, Xbox, Nintendo DS och Game Boy Advance.